# Sylvicapra grimmia
Sylvicapra grimmia (Чагарниковий дуїкер, також відомий як Сірий дуїкер, Дуїкер звичайний ) — невелика антилопа, поширена практично по всій Африці на південь від Сахари, за винятком Африканського Рогу і тропічних лісів центральної і західної частини континенту. Зазвичай він мешкає в порослих рослинністю місцевостях, де можна легко сховатися, таких як савани. Може мешкати на околицях населених пунктів. Це єдиний вид з роду Sylvicapra.

## Опис

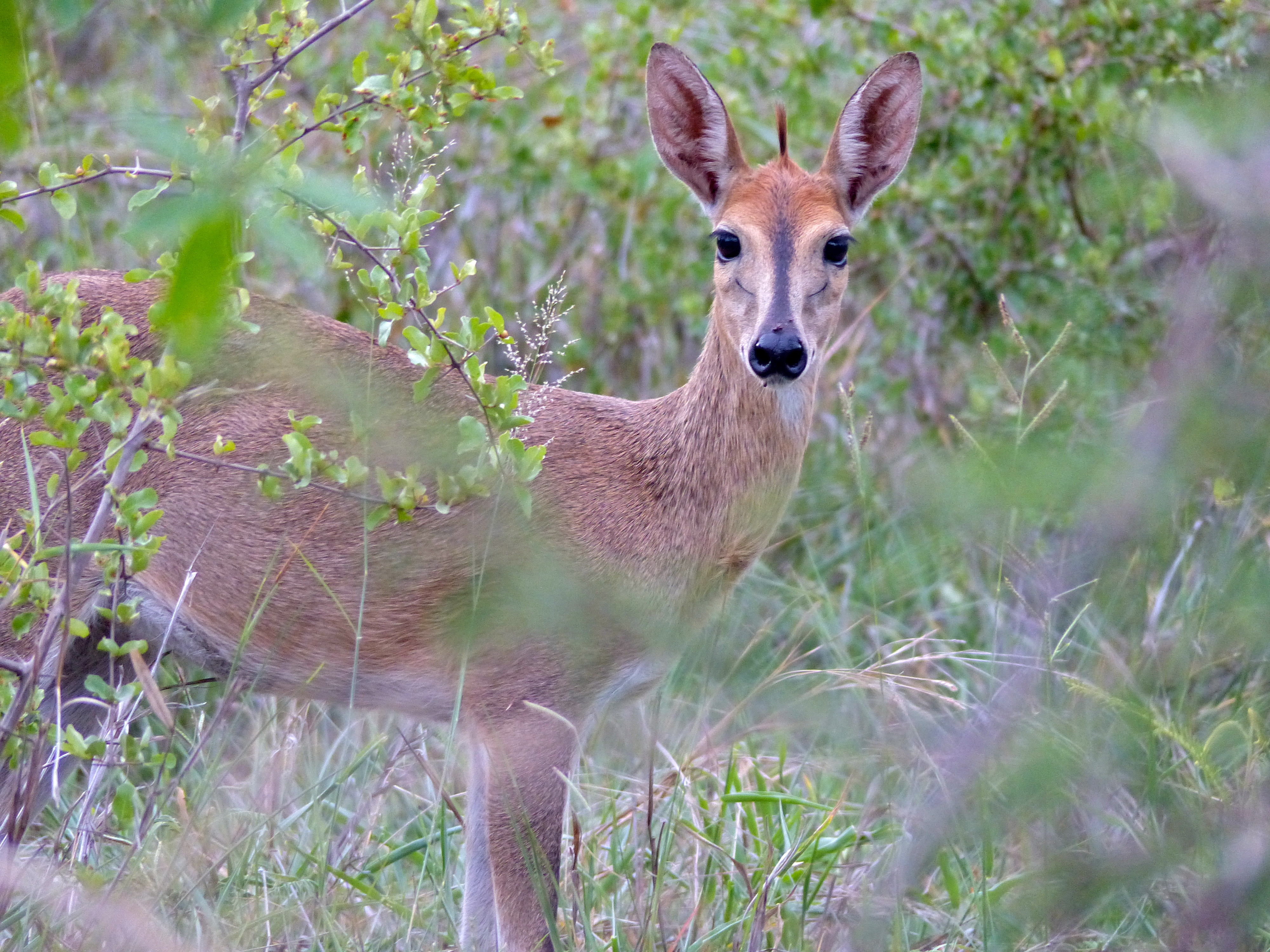
Самка чагарникового дуїкера в національному парку Крюгер. На відміну від самців, самки цього виду безрогі.

Колір шерсті чагарникових дуїкерів може бути різним в межах величезного ареалу поширення виду. Описано 14 підвидів, колір шерсті яких різниться від каштанового в лісових районах Анголи до сріблясто-сірого в саванах Півночі, і до світло-коричневого в посушливих регіонах. Виростає в середньому до 50 см в висоту і важить від 12 до 25 кг; самки зазвичай більші і важчі за самців. Роги мають лише самці, довжиною до 11 см.

## Поведінка
Розмножуються впродовж всього року, самка народжує одну дитину; вагітність триває від 6 до 7,5 місяців. Дієта чагарникових дуїкерів різноманітна. Вони їдять листя, квітки, фрукти і корневища, час від часу споживають комах, жаб, маленьких птахів і ссавців, можуть їсти навіть падло. Воду вони отримують зі спожитої їжі, можуть не пити протягом довгого періоду. В сезон дощів вони часто взагалі не п'ють воду, замість цього споживаючи соковиті фрукти. Вони часто збирають ці плоди під деревами. Активні як вдень, так і вночі, але поблизу населених пунктів ведуть більш нічний спосіб життя.
Самці територіальні і мітять каміння і чагарники виділеннями своїх залоз. Їхні місця для відпочинку часто знаходяться на підвищенні, звідки вони можуть оглядати власну територію. Самки, в свою чергу, полюбляють менш відкриті місця.
Загальний успіх цього виду пов'язаний зі здатністю заселяти найрізноманітніші місця, а також із невибагливою дієтою.

## Галерея

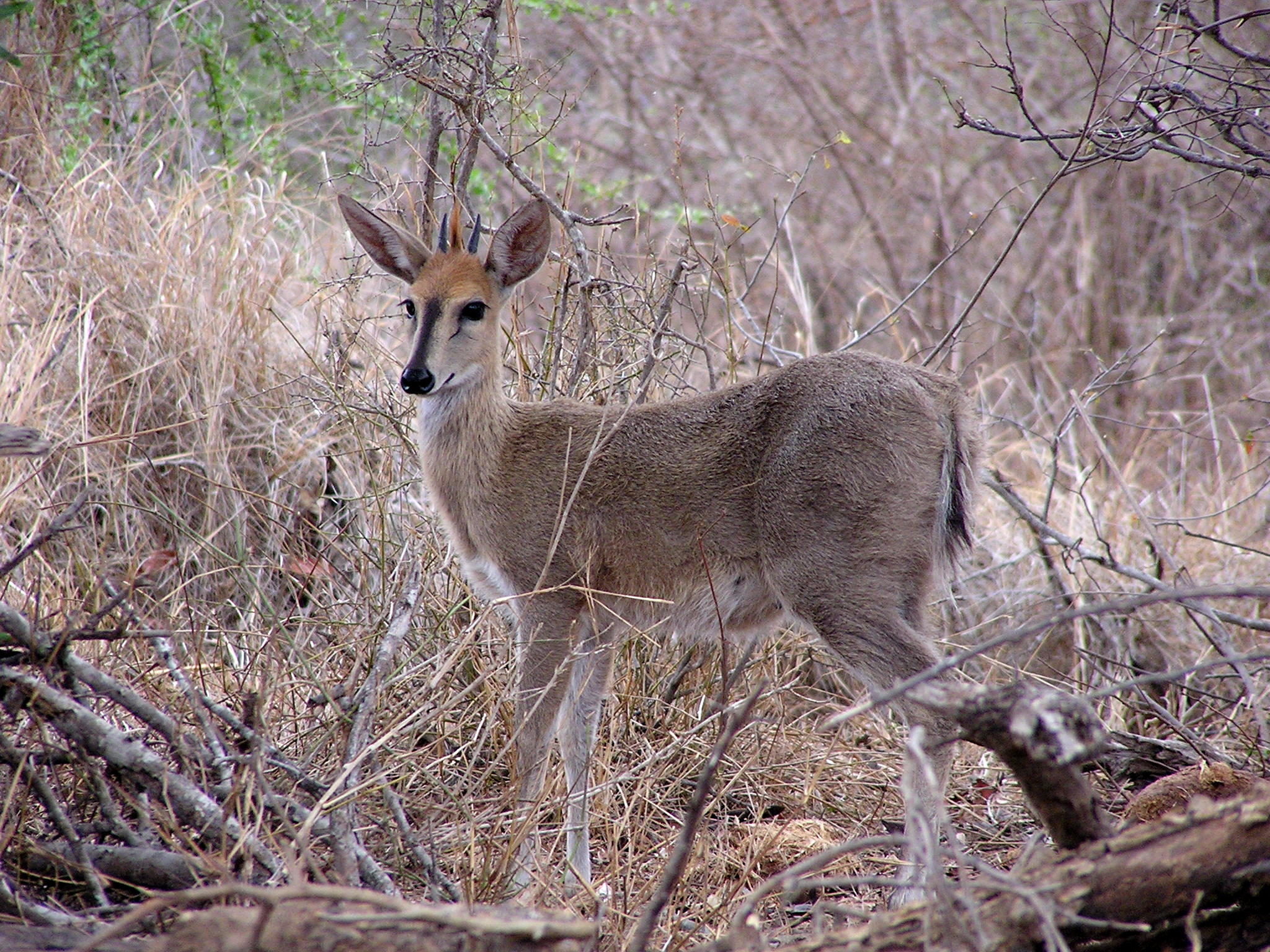
Чагарниковий дуїкер в національному парку Крюгер
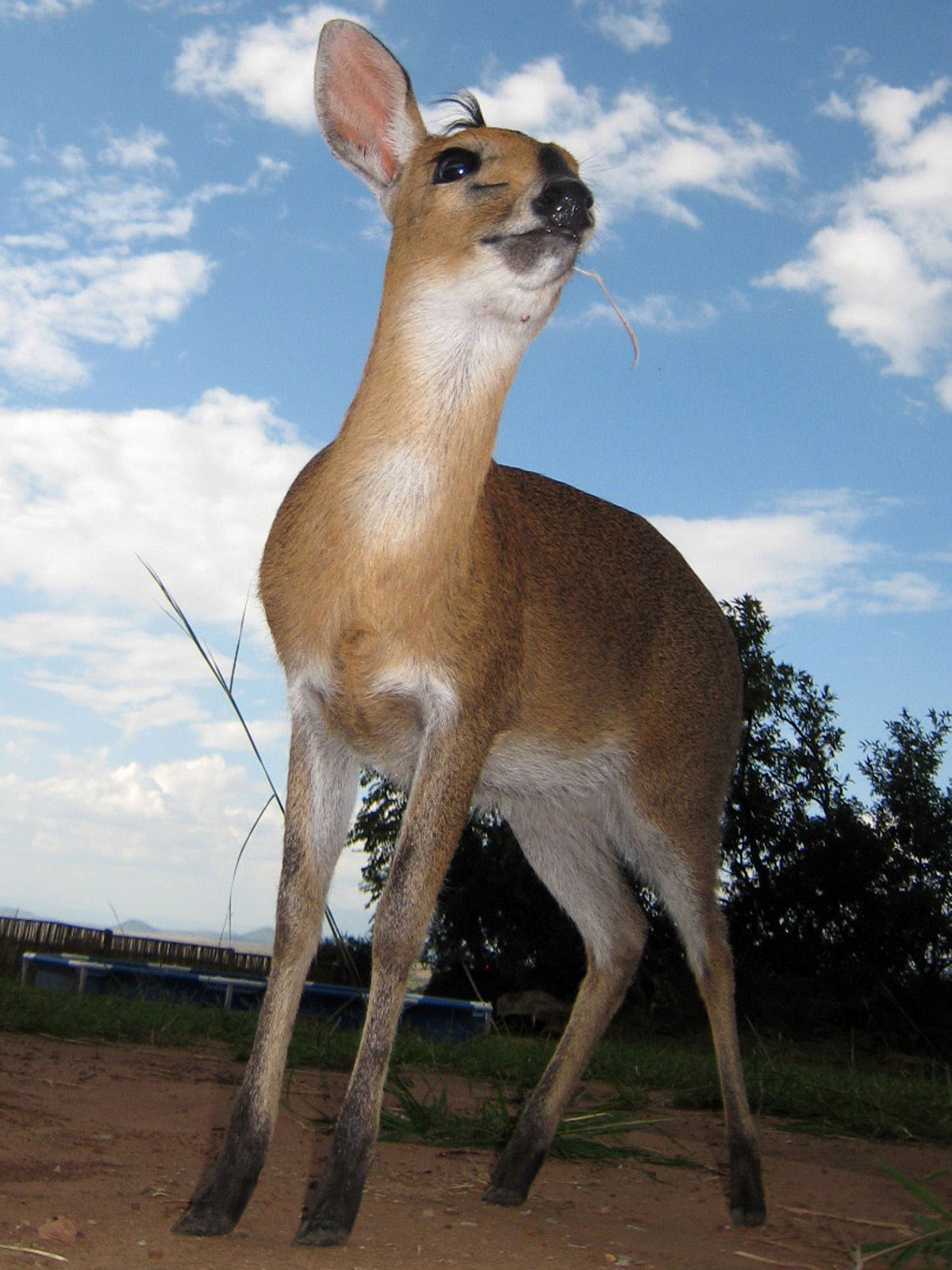
Молодий самець в Національному парку долини Кідепо, Уганда